# Skylark (drón)
A Skylark egy kisméretű, harcászati megfigyelő és felderítő pilóta nélküli repülőgépcsalád (UAV), amelyet Izraelben fejlesztett ki az Elbit Systems vállalat. A kisméretű és könnyű felderítő repülőgépnek több változata létezik: a gyalogosan is szállítható, kézzel indítható gépektől a nagyobb utánfutóra épített katapultból kilőhető változatig. Meghajtása villanymotorral hajtott légcsavarral történik. Felszerelhető nappali üzemű televíziós (CCD) és éjszakai üzemű infravörös (FLIR) kamerával, az általa felvett képet valós időben képes az irányító állomásra küldeni. Az irányító állomás rendszerint egy avagy kétszemélyes, ütésálló speciálisan felszerelt és kialakított hordozható számítógéppel vezérelhető . 
Izraelen kívül Ausztrália és Kanada rendszeresítette elsőként, 2007-ben.
A Skylark dróncsaládot a Magyar Honvédség is rendszeresítette a legnagyobb: 100 km-es hatósugarú Skylark 3 változatot is bele értve.

## Típusváltozatok

### Skylark I
Gyalogosan is szállítható, kézzel indítható változat. A nagy állásszögű, áteséssel végződő manőverek miatti földbecsapódástól a törzs alá beépített, felfújható légzsák védi meg. Hatósugara 10–15 km. Már nincs gyártásban, helyét a korszerűbb LEX változat vett át az Elbit kínálatában.

### Skylark I-LEX
Ez a Skylark I tovább fejlesztett változata jelentősen megnövelt hatótávolsággal és repülési idővel. A Skylark I-LEX stabilizált nappali és infravörös kamerával van felszerelve. 
Felszállási súly: 7,5 kg
Maximális terhelhetőség: 1,2 kg
Maximális repülési idő: 3 óra
Maximális repülési magasság: 4500 m
Hatótáv: 40 km

### Skylark 3
A Skylark család legnagyobb tagja, amelyet utánfutóra épített katapultból indítanak útjára. A Skylark 3 stabilizált nappali és infravörös kamerával van felszerelve. Elektronikai és kommunikációs felderítésre is alkalmas (ELINT/COMMINT). 
Szárnyfesztávolság: 4,7 m
Felszállási súly: 40 kg
Maximális repülési idő: 6 óra
Maximális repülési magasság: 4500 m
Hatótáv: 100 km

### Skylark 3 Hybrid
A Skylark 3 elöl egy belső égésű motorral, míg hátul egy villanymotorral rendelkezik. Ennek a megoldásnak az előnye a jelentősen megnövekedett repülési idő: 18 óra az alapmodell 6 órájához képest. Ha fontos a csendes működés, akkor a gép képes pusztán a villanymotor segítségével repülni. Felderítő képességeit tekintve megegyezik az alapmodellel.
Szárnyfesztávolság: 4,7 m
Felszállási súly: 48 kg
Maximális repülési idő: 18 óra
Maximális repülési magasság: 3658 m
Hatótáv: 120 km

## Üzemeltetők
Napjainkban több mint 20 ország hadereje üzemelteti.
- Amerikai Egyesült Államok: a Légierő különleges ereje (USAF Special Operations Command, AFSOC) széleskörűen alkalmazza
- Ausztrália:
- Csehország:
- Hollandia:
- Horvátország:
- Izrael:
- Franciaország: a Különleges Erők 2008 márciusától üzemeltet Skylark I-et.[5]
- Kanada:
- Lengyelország: a GROM különleges egység is alkalmazza
- Macedónia:
- Magyarország: 9 darab Skylark I-LE-t vásárolt 2009 végén, 2010 májusában vettek át 6 darabot, amelyek az MH 5/24. Bornemissza Gergely Felderítő-zászlóalj állományába kerültek. Június 30-ára az állomány kiképzésre került.[6] A gépállomány azóta tovább bővült Skylark I-LEX és Skylark 3 gépekkel.[1]
- Svédország:
- Szlovákia:

## Külső hivatkozások
- Skylark® I (angol nyelven). [2016. március 5-i dátummal az eredetiből archiválva]. (Hozzáférés: 2010. augusztus 28.)
- Skylark I-LE – indavideo.hu